# Marguerite Abouet

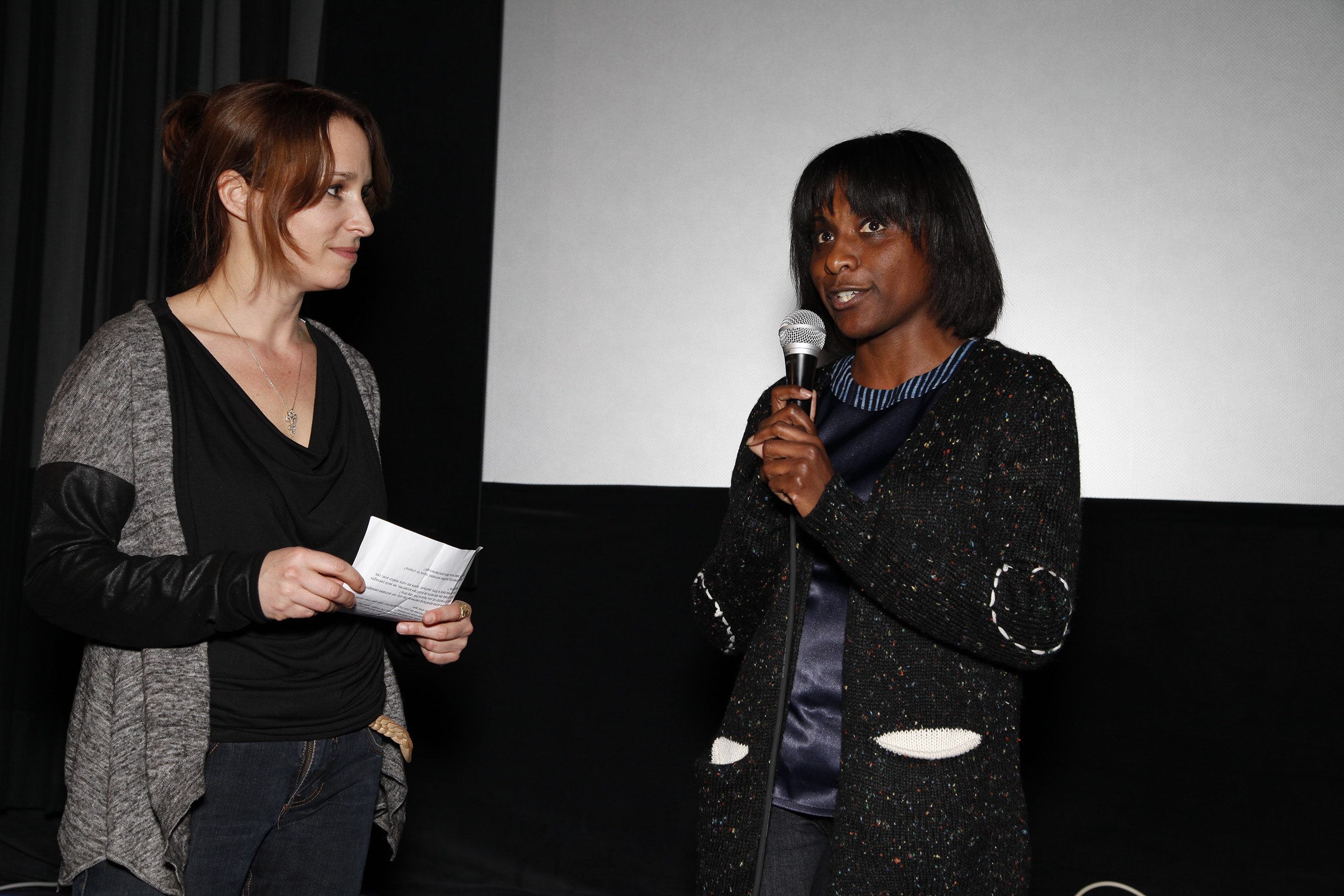
Mirjam Unger conversa com a diretora Marguerite Abouet no Tricky Women Festival 2014

Marguerite Abouet (Abidjan, 1971) é uma escritora da Costa do Marfim.

## Biografia
Marguerite Abouet nasceu em Yopougon, Abidjan, em 1971.
Aos 12 anos deixou a Costa do Marfim para prosseguir os seus estudos em Paris, França. Aí ela passa por vários setores profissionais, sem que tenha encontrado editor para os seus romances que escreve nos tempos livres. Deixando o seu último trabalho como assistente jurídica, dedica-se finalmente à escrita com a publicação de Aya de Yopougon em parceria com o desenhador Clément Oubrerie, seu marido, na qual dá forma ao personagem Aya.
Vive neste momento em Romainville, nos arredores de Paris.